# Lee Roberts
Lee Roberts (10 de febrero de 1987) es un jugador de baloncesto profesional estadounidense.

## Primeros años
Roberts, hijo de un matrimonio de militares, pasó su infancia entre Washington, Alaska y Ohio. Se destacó jugando baloncesto para la Midpark High School de Middleburg Heights, un suburbio de Cleveland. Al egresar de la escuela, estuvo cerca de aceptar ofertas de becas para integrar equipos universitarios de atletismo, hasta que la Universidad de Findlay lo reclutó para que formase parte de su equipo de baloncesto. El propio Roberts relató: "yo fui, de hecho, reclutado para salto alto, estaba esperando a un par de escuelas para preguntar por baloncesto y entonces Findlay me ofreció una beca completa. Fui a visitarlos y me convencieron."

## Carrera universitaria
Roberts jugó cuatro años al baloncesto universitario para la Universidad de Findlay, entre 2005 y 2009. Los Oilers perdieron sólo 12 juegos durante los cuatro años de Roberts en Findlay, siendo campeones de la Great Lakes Intercollegiate Athletic Conference en 2007 y 2009, y campeones de la División II de la NCAA en 2009.
Durante la temporada 2008-09, los Oilers clasificaron por primera vez en su historia al Final Four. En la semifinal contra C.W. Post, Roberts anotó 23 puntos, la mejor producción en su carrera universitaria. En el juego por el título contra Cal Poly Pomona, Roberts volvió a destacarse, registrando 9 puntos, 8 rebotes y 3 robos. El ala-pívot terminó su última temporada en el baloncesto universitario habiendo jugado 36 partidos en los que promedió 10.4 puntos y 6.6 rebotes por juego.
Individualmente, Roberts logró integrar el mejor equipo de la GLIAC en 2008 y fue reconocido como uno de los mejores jugadores defensivos de la GLIAC en 2009.

## Carrera profesional

### SG Braunschweig (2009-2010)
Saliendo de la universidad, Roberts firmó con un agente de Alemania, quién le consiguió una prueba con un equipo en Francia. Sin embargo fue considerado como demasiado bajo para jugar como interno por su entrenador, por lo que después de dos semanas se desvinculó del club. Posteriormente se mudó a Alemania para vivir con su agente. Allí probó para numerosos equipos, pero el dinero era que le ofrecían era insuficiente. Firmó un contrato con el Bayern Múnich, pero después de un mes fue cortado tras sufrir una lesión. Terminó firmando  el SG Braunschweig, con un equipo de la ProB la tercera división alemana. Disputó 30 juegos en la temporada 2009-10, promediando 18.0 puntos, 7.9 rebotes, 1.5 asistencias y 1.2 robos por partido.

### Team FOG Næstved (2010-2011)
Roberts fichó con el Team FOG Næstved de Dinamarca en julio de 2010. En 30 juegos en la temporada 2010-11, promedió 18.4 puntos, 13.2 rebotes, 1.6 asistencias, 1.6 robos y 1.2 bloqueos.

### Stirling Senators (2011)
Al finalizar la liga danesa, Roberts firmó con los Stirling Senators de la State Basketball League, una liga semiprofesional de Australia. Terminó la temporada regular en quinto lugar con una marca de 15-11, pero no logranron avanzar más allá de la primera ronda de play-off. Roberts promedió 26.1 puntos y 14.9 rebotes por partido en la temporada 2011 y era considerado una de los cinco mejores extranjeros en la liga.

### Shinshu Brave Warriors (2011)
En septiembre del 2011, Roberts firmó con los Shinshu Brave Warriors de la Liga japonesa. En 52 juegos promedió 16.9 puntos, 10.2 rebotes, 1.8 asistencias y 1.2 robos.

### Kalamunda Eastern Suns (2012)
Al terminar la temporada en Japón, Roberts regresó a la SBL y se unió a los Kalamunda Eastern Suns. Clasificó a los Eastern Sunspara la segunda postemporada de su historia, consiguiendo el octavo lugar con una marca de 12-14. Fueron eliminados en primera ronda por los Wanneroo Wolves, perdiendo la serie 2-0. En 15 partidos promedió 23.2 puntos, 17.8 rebotes, 3.5 asistencias y 2.1 robos por juego.

### Estudiantes de Concordia (2012-2014)
En septiembre del 2012, Roberts firmó con un equipo argentino Estudiantes Concordia. En mayo del 2013,  salió campeón del TNA 2012-13 al derrotar por 3-2 victoria sobre San Martín en la serie de finales, por ello garantizando Estudiantes promoción al LigaA para el 2013@–14 estación. Roberts tuvo un rendimiento de 16 puntos en el Juego de decidir 5. En 36 juegos durante el 2012@–13 estación, él averaged 17.7 puntos, 11.8 rebotes, 1.1 asiste, 1.1 roba y 1.0 bloques por juego.
En julio del 2013, Roberts renovó con Estudiantes Concordia para la temporada 2013-14. En 44 juegos para Estudiantes promedió 16.7 puntos, 10.8 rebotes, 1.6 asistencias y 1.4 robos.

### Bucaneros (2014)
En abril del 2014, Roberts firmó con un equipo venezolano, Bucaneros de La Guaira. Estuvo un mes en Venezuela y promedió 10.4 puntos y 6.1 rebotes en 10 partidos.

### Perth Redbacks (2014)
En junio del 2014, Roberts regresó a la SBL para unirse a los Perth Redbacks. Consiguió con los Redbacks terminar la temporada regular en tercer lugar con una marca de 17-9, llegando hasta las semifinales donde fueron derrotados 2–0 por el eventual campeón East Perth Eagles. En 15 partidos con los Redbacks en 2014 promedió 24.8 puntos, 14.0 rebotes, 2.6 asistencias, 1.7 robos y 1.3 bloqueos.

### Ciclista Olímpico (2014-2015)
Al finalizar la temporada 2014 de la SBL, Roberts regresó a Argentina para jugar en Ciclista Olímpico. En 55 partidos para Ciclista en la temporada 2014-15, promedió 17.6 puntos, 10.1 rebotes, 1.4 asistencias y 1.2 robos.

### Libertad de Sunchales (2015-2016)
Roberts se fue de Ciclista Olímpico para la temporada 2014-15 de la Liga Nacional de Básquet, no obstante se quedó en el país al firmar con Libertad Sunchales. La temporada no empezó bien, Roberts padeció una lesión en las costillas en una pelea en un bar en octubre del 2015. La pelea comenzó cuándo Roberts fue a ayudar a su novia quién era abordado por un número de hombres en un bar en la ciudad de Rafaela. Acabó dejando el equipo en abril del 2016, citando problemas personales. En 52 juegos para Libertad en la temporada 2015-16, promedió 18.4 puntos, 9.5 rebotes, 1.5 asistencias y 1.1 robos.

### Ironi Nes Ziona (2016-2017)
En agosto del 2016, Roberts firmó con un equipo israelí Ironi Nes Ziona. Un mes más tarde, salió campeón de la Copa Leumit después de vencer al Maccabi Rehovot en la final. Ironi Nes Ziona terminó la temporada regular en cuarta posición con un 16-10 y avanzó en los play-off hasta las Finales de Liga Leumit, donde  barrieron al Hapoel Ser'er Sheva 3-0. En 35 partidos durante la temporada 2016-17 promedió 16.4 puntos, 8.7 rebotes, 1.0 asistencias, 1.6 robos y 1.2 bloqueos.

### Perth Redbacks (2017)
En mayo del 2017, Roberts de unió a los Perth Redbacks para el resto de la temporada 2017 de la SBL. Ayudó a los Redbacks a quedar cuartos con una marca de 16-10, y los guio a través de su primera final desde 1999. En el partido definitorio del campeonato, el 2 de septiembre del 2017, Roberts consiguió 28 puntos y 17 rebotes en un desempeño que le significó el MVP de las finales, llevando a los Redbacks a una victoria 103-70 contra los Joondalup Wolves, logrando el primer campeonato de los Redbacks desde 1997. En 19 partidos con los Redbacks promedió 22.1 puntos, 10.6 rebotes, 2.7 asistencias y 1.5 robos.

### Virtus Roma (2017-2018)
El 12 de agosto del 2017, Roberts firmó con el equipo italiano Acea Virtus Roma para la temporada 2017-18. En 31 partidos, promedió 18.7 puntos, 8.3 rebotes, 1.6 asistencias y 1.1 robos.

### Perth Redbacks (2018)
El 5 de febrero del 2018, Roberts firmó con los Perth Redbacks para la temporada 2018 de la SBL, regresando al equipo para una tercera etapa. Se unió al equipo a mediados de mayo, tras finalizar la temporada en Italia. Roberts en temporada regular, marcó 20 puntos o más en tres partidos. Los Redbacksterminaron la temporada regular en tercer lugar con un 19-7. En el primer juego de los cuartos de final, Roberts marcó 30 puntos y 14 rebotes en una victoria 114-109 sobre los Stirling Senators. Los Redbacks fueron eliminados al perder los dos partidos siguientes ante los Senators. En 16 partidos, promedió 15.4 puntos, 7.6 rebotes y 2.6 asistencias.

### San Martín de Corrientes (2018-2019)
En julio de 2018, Roberts firmó con San Martín Corrientes de la Liga Nacional de Básquet, regresando a Argentina para una quinta temporada. En 39 partidos, promedió 13.6 puntos, 9.2 rebotes, 1.9 asistencias y 1.1 robos por partido.

### Perth Redbacks (2019)
En junio de 2019, Roberts regresó a los Perth Redbacks para el resto de la temporada 2019 de la SBL, no logrando calificar para las finales. En el último partido de la temporada de los Redbacks, el 26 de julio, Roberts puntuó su máximo de la temporada, 30 puntos en una victoria 106-80 gana sobre el Cockburn Cougars.

### Aguada (Uruguay) y Peñarol (Uruguay) (2019-2023)
Desde el segundo semestre 2019 y hasta el primer semestre 2021 juega para el club Aguada en Montevideo (Uruguay) con un promedio de 16 puntos y 9 rebotes por partido. En las temporadas 2021/2022 y 2022/2023 defiende al Club Atlético Peñarol de Montevideo (Uruguay) promediando 16 pts con 9 rebotes y 15 pts. 9 rebotes, respectivamente.  

### Clubes
| Club                     | País      | Año             |
| ------------------------ | --------- | --------------- |
| SG Braunschweig          | Alemania  | 2009 - 2010     |
| Team FOG Næstved         | Dinamarca | 2010 - 2011     |
| Stirling Senators        | Australia | 2011            |
| Shinshu Brave Warriors   | Japón     | 2011            |
| Kalamunda Eastern Suns   | Australia | 2012            |
| Estudiantes de Concordia | Argentina | 2012 - 2014     |
| Bucaneros de La Guaira   | Venezuela | 2014            |
| Perth Redbacks           | Australia | 2014            |
| Olímpico                 | Argentina | 2014 - 2015     |
| Libertad de Sunchales    | Argentina | 2015 - 2016     |
| Ironi Nes Ziona          | Israel    | 2016 - 2017     |
| Perth Redbacks           | Australia | 2017            |
| Acea Virtus Roma         | Italia    | 2017 - 2018     |
| Perth Redbacks           | Australia | 2018            |
| San Martín de Corrientes | Argentina | 2018 - 2019     |
| Perth Redbacks           | Australia | 2019            |
| Aguada                   | Uruguay   | 2019 - 2021     |
| Peñarol                  | Uruguay   | 2021 - 2023     |
| Trouville                | Uruguay   | 2024 - Presente |